# Futter (Textil)

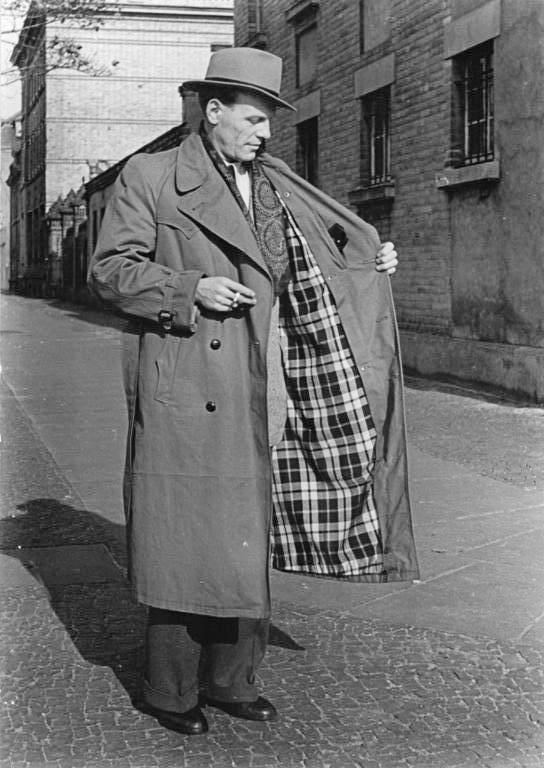
Trenchcoat mit Karofutter

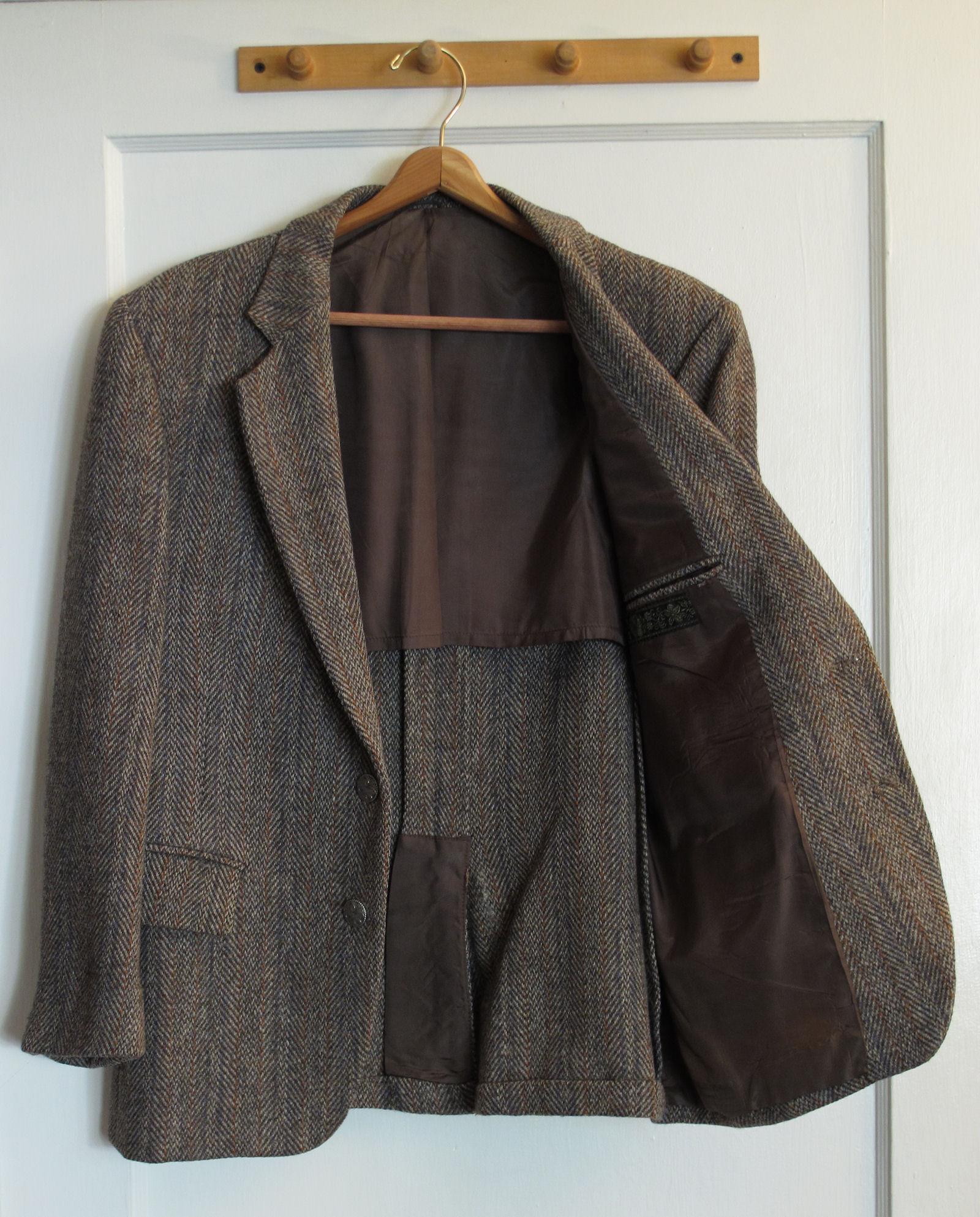
Teilgefütterte Jacke

Als Futter bezeichnet man in der Textiltechnik ein Gewebe, das durch Nähen oder Steppen an den Innenseiten von Kleidungsstücken befestigt wird. Laut Duden bedeutet es die innere Stoffschicht der Oberbekleidung.

## Etymologie
Der Begriff geht auf das althochdeutsche Wort vuoter oder fuotar zurück und bedeutet dort Unterfutter oder Futteral. Als Grundbedeutung kann im Zusammenhang mit anderen indogermanischen Bezeichnungen eine schützende Hülle, ein Überzug gemeint werden.

## Beschaffenheit

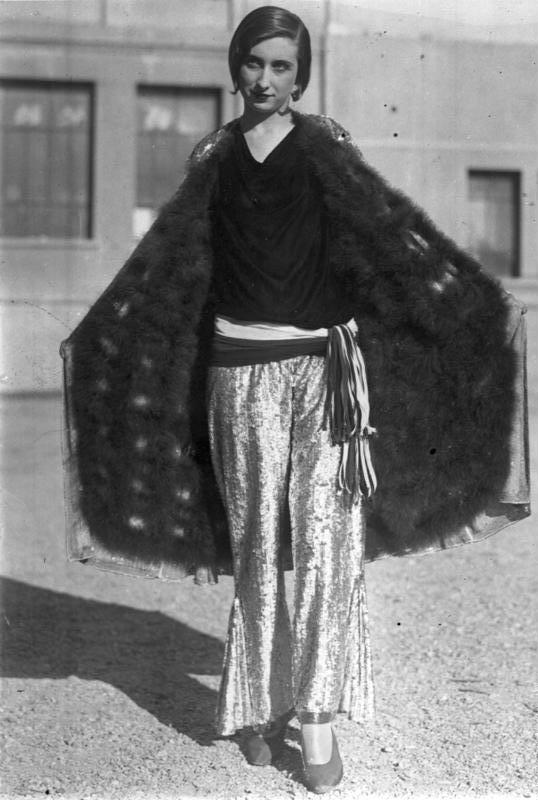
Modellmantel mit Pelzfutter 1930

Laut dem Deutschen Wörterbuch der Brüder Grimm besteht Futter aus „zeug, tuch, leder oder rauchwerk, mit dem ein kleid, ein kleidungsstück oder überhaupt ein bekleidungsstück inwendig bezogen oder überzogen ist oder wird.“ Das Universal-Lexikon der Gegenwart und Vergangenheit beschreibt das Gewebe als „geringe Stoffe […] Futterbarchent, Futterflanell, Futterkattun, Futterleinwand, Futtertaffet […].“ Immer noch wird auch hochwertiges Material wie Seide benutzt. Eine Besonderheit bilden wärmende Innenfutter aus Materialien wie Woll-, Steppstoff oder Pelz. Sie werden häufig herausnehmbar eingearbeitet, dann meist zusätzlich zum normalen Futter.

## Zweck
Futter hat die Funktion „die innere Seite eines Kleides oder Kleidungsstückes….dauerhäfter, bequemer und wärmer, als auch zierlicher zu machen.“ Zudem hat das Kleidungsfutter in vielen Fällen auch einen modischen Aspekt. Außer in Kleidungsstücken wird textiles Futter auch in Hüten, Koffern, Handtaschen und anderen Behältern verwendet.